# ماتيو بروسكين
ماتيو بروسكين (بالإيطالية: Matteo Bruscagin)‏ (مواليد 3 أغسطس 1989 ب‍ميلانو في إيطاليا - ) هو لاعب كرة قدم إيطالي في مركز الدفاع. شارك مع منتخب إيطاليا تحت 19 سنة لكرة القدم ومنتخب إيطاليا تحت 20 سنة لكرة القدم. أما مع النوادي، فقد لعب مع إيه سي ميلان ونادي مونزا ولاتينا كالتشيو وإيه أس بيتزاغيتوني ونادي غوبيو ونادي غروسيتو.

## روابط خارجية
- ماتيو بروسكين على موقع قاعدة بيانات كرة القدم.إي يو (الإنجليزية)
- ماتيو بروسكين على موقع Soccerway.com (الإنجليزية)
- ماتيو بروسكين على موقع عالم كرة القدم.نت (الإنجليزية)